# 高唐街道
高唐街道是中华人民共和国重庆市巫山县下辖的一个街道办事处。

## 行政区划
高唐街道下辖以下村级行政区划单位：
圣泉社区、登龙社区、朝云社区、神女社区、松峦社区、集仙社区、翠屏社区、飞凤社区、净坛社区、起云社区和上升社区。